# Weil–Châteletgrupp
Inom aritmetisk geometri är Weil–Châteletgruppen eller WC-gruppen av en algebraisk grupp, såsom en abelsk varietet A definierad över en kropp K, den abelska gruppen av principiella homogena rum för A, definierad över K. Tate (1958) uppkallade den efter François Châtelet (1946), som introducerade den för elliptiska kurvor, och Weil (1955), som introducerade den för mer allmänna grupper. Den spelar en grundläggande roll i aritmetiken av abelska varieteter, speciellt för elliptiska kurvor, p.g.a. dess samband med oändlig nedstigning.
Den kan även definieras direkt Galoiskohomologin som H1(GK,A), där GK är den absoluta Galoisgruppen av K. Den är av speciellt intresse för lokala och globala kroppar, såsom algebraiska talkroppar. Om K är en ändlig kropp, bevisade Schmidt (1931) att Weil–Châteletgruppen är trivial för alla elliptiska kurvor, och Lang (1956) att den är trivial för alla algebraiska grupper.